# Paredón de las Manos de Cerro Castillo
El Paredón de las Manos (o Río Ibáñez 1) es el sitio arqueológico más conocido y explotado en Región de Aysén, Chile desde
el punto de vista turístico. Se trata de un gran paredón rocoso con más de un centenar de pinturas de improntas de manos, la
mayoría negativos izquierdos en rojo. En los últimos años el sitio se ha intentado proteger, equipándolo
a la vez con una infraestructura turística mínima que permite al visitante un fácil acceso e
información básica tanto del sitio arqueológico como del espacio circundante.
Sin embargo, estas pinturas se han deteriorado rápidamente, sobre todo por la acción
del flash de las cámaras fotográficas o porque se les ha arrojado agua. Las filtraciones de agua a través de las paredes son mínimas y no constituyen un agente de deterioro.
La magnitud del deterioro puede verse en la frecuencia de manos reportada por cada
arqueólogo. Luis Felipe Bate a principios de los 70's reportó ‘… un número cercano a 250…’, mientras algunos años más tarde Hans Niemeyer ‘… 200 o más manos…’. Luego Víctor Lucero y Francisco Mena en 1994 encontraron 125. En el 2005 Kémel Sade registró solo 107 improntas de manos.
- Datos: Q6130153